# Cratere Raditladi
Raditladi  è un cratere sulla superficie di Mercurio.
Il cratere è dedicato allo Scrittore botswaniano Leetile Disang Raditladi. A sua volta il cratere dà il nome alla maglia H-4, precedentemente nota come Liguria.